# Гі д'Юссель
Гі д'Юссе́ль, Ґі д'Юссель (фр. Gui d'Ussel, окс. d'Uisel, 1195-1209)— власник замку Юссель (на території нинішнього департаменту Коррез), канонік, трубадур.
Найталановитіший представник сімейства трубадурів д'Юссель, молодший брат Ебле і Пейре д'Юсселів та дядько Еліаса д'Юсселя.
Автор декількох пісень на честь дружини віконта Раймона VI д'Обюссона,  Марії Вентадорнської та Гіди де Монд, племінниці Гійома Монпельє. У своєму партімене з племінником Еліасом обговорює одне з ключових питань куртуазії — що важливіше: бути коханцем або чоловіком Дами. Середньовічний коментар пояснює вибір теми цього партімена обставинами життя самого Ґі: він хотівстанти не чоловіком, а коханцем своєї обраниці, проте був відкинутий і від горя перестав співати. Можливо, що творчість Гі д'Юссель полишив з іншої причини, як духовній особі, особисто папи Інокентія III йому було заборонене писання пісень. Ймовірно це заборона була проголошена на час відвідування Провансу в 1209 році папським легатом Пейре де Кастельноу.
Творчу спадщина Гі д'Юсселя складають вісім пісень, три твори діалогічного жанру і дев'ять пастурелей. Всі твори були включені італійцем Ферраро ді Феррарі в його антологію.